# سوزان والش (شناگر)

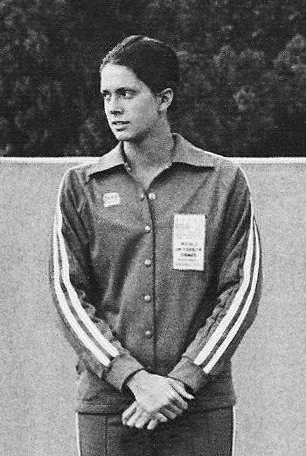
سوزان والش در سال ۱۹۸۱

سوزان والش (به انگلیسی: Susan Walsh) (زادهٔ ۱۹۶۲) شناگر اهل ایالات متحده آمریکا است.